# Мирское имя
Мирское имя (также некрестильное имя, некалендарное имя; неканоническое имя; прозвищное имя, прозвание, прирок) — в Древней Руси обыденное, неканоническое имя светского человека, которое использовалось в быту. Так звали человека его родные и близкие, так он представлялся, знакомясь.
В Древней Руси мирское имя, как правило, выполняло функцию основного имени, поскольку было более известным и употребительным, чем крестное имя. Мирское имело «внутренний» смысл и должно было наделить своего носителя какими-то полезными в жизни качествами. Очень часто мирское имя, данное ребёнку родителями, не совпадало с церковным, полученным при крещении.
Примеры мирских имён, встречающихся в документах: Некрас, Злобн, Блуд, Кривда. Масса русских фамилий образованы от мирских имён.
Одной из реформ Петра I стал запрет использования мирских имён для православных в официальной документации и обязательное использование крестильных имён, после этого употребление мирских имён резко сократилось, в лучшем случае перешло на уровень прозвищ.
Есть также другое значение термина «мирское имя» — имя представителя чёрного духовенства до принятия пострига.